# 崔辩
崔辩（424年—485年），字神通，博陵郡安平县（今河北省衡水市安平县）人，出自博陵崔氏的博陵第二房，崔鉴共曾祖的堂弟，北魏追赠兖州刺史崔经的儿子，北魏官员。

## 生平
崔辩学习涉及经史，风度仪容修整严肃，魏献文帝拓跋弘征召他担任中书博士，崔辩后转任散骑侍郎、平远将军、武邑郡太守，处理政务的余暇时间，崔辩专心鼓励士民学习，太和九年（485年），崔辩在代京去世，虚岁六十二，朝廷赠予安南将军、定州刺史，谥号恭。

## 家族

### 祖父
- 崔琨，北魏代理安平郡太守

### 父母
- 崔经，北魏征虏将军、兖州刺史、襄城侯[1]
- 河间邢氏，北魏河间郡太守邢邃之女[1]

### 夫人
- 赵郡李氏，北魏定州刺史、平棘献子李祥之女[1]

### 子女
- 崔宾媛，嫁北魏南赵郡太守李叔胤[1]
- 崔逸，北魏廷尉卿领国子博士；夫人荥阳郑氏，北魏中书令、西兖州刺史、南阳公郑羲之女[1]
- 崔模，北魏太尉府从事中郎、定州大中正；夫人荥阳郑氏；继室范阳卢氏；继室渤海高氏，魏宣武帝皇后高英之姐[1]
- 崔楷，北魏尚书左丞，夫人陇西李氏，北魏中军大将军、吏部尚书李韶之女[1]
- 崔兰宾，嫁北魏高阳王咨议参军范阳卢洪[1]
- 崔叔兰，嫁北魏尚书、车骑大将军、瀛洲刺史河间邢峦[1]
- 崔芷兰，嫁李叔胤堂弟北魏武卫将军、给事黄门侍郎、赵郡内史李冯[1]

## 延伸阅读
[在维基数据编辑]
 《魏書·卷56》，出自魏收《魏书》
 《北史·卷032》，出自李延壽《北史》